# Miguel Faria Jr.
Miguel de Faria Jr. (* 28. September 1944 in Rio de Janeiro) ist ein brasilianischer Filmregisseur.

## Leben
Er begann als Regisseur in einer Spätphase des Cinema Novo. Sein Film Pecado Mortal („Tödliche Sünde“, 1970) lief im Wettbewerb der Internationalen Filmfestspiele von Venedig, und República dos Assassinos („Republik der Mörder“, 1979) beim Filmfestival von San Sebastian (Preis beim Filmfestival von Cartagena).
Sein Film Stelinha von 1990 erzählt die Geschichte eines jungen Rocksängers, der sein Idol aus Jugendzeiten kennenlernt, eine Sängerin der Música Popular Brasileira, die inzwischen heruntergekommen lebt. Faria Jr. wurde für „Stelinha“ auf dem wichtigsten brasilianischen Filmfestival, dem Festival de Gramado, in den wichtigsten Kategorien ausgezeichnet, darunter der Preis als „Bester Film“ und der Publikumspreis.
In den 1990er Jahren war er bei staatlichen Filminstitutionen tätig und wurde vermehrt als Produzent aktiv, u. a. Tieta do Brasil (1995, mit Sônia Braga). 2001 kehrte er zur Regie zurück, mit O Xangô de Baker Street, einer Verfilmung des Sherlock-Holmes-Pastiche-Romans von Jô Soares. 2005 drehte er einen Film über Vinícius de Moraes.

## Filmografie
- 1969: Pedro Diabo Ama Rosa Meia Noite
- 1969: O Sexto Páreo
- 1969: Lamartine Babo
- 1970: Todsünde („Pecado Mortal“)
- 1971: Matei Por Amor
- 1974: Um Homem Célebre
- 1977: Na Ponta da Faca
- 1978: Waldemar Henrique canta Belém
- 1979: República dos Assassinos
- 1984: Para Viver Um Grande Amor
- 1990: Stelinha
- 2001: O Xangô de Baker Street
- 2005: Vinicius